# Třebětice (district de Jindřichův Hradec)
Pour les articles homonymes, voir Třebětice.
Třebětice  (en allemand : Triebetitz) est une commune du district de Jindřichův Hradec, dans la région de Bohême-du-Sud, en République tchèque. Sa population s'élevait à 334 habitants en 2020.

## Géographie
Třebětice se trouve à 8 km au sud-est de Dačice, à 40 km à l'est-sud-est de Jindrichuv Hradec, à 77 km à l'est-nord-est de České Budějovice et à 139 km au sud-est de Prague.
La commune est limitée par Dačice et Budíškovice au nord, par Jemnice à l'est et au sud-est, et par Budíškovice au sud et à l'ouest.

## Histoire
La première mention écrite du village date de 1356.